# Charlotte Leys
Charlotte Leys (Poperinge, 18 maart 1989) is een Belgisch volleybalspeelster. Ze speelt vooral op receptie en de aanval. Leys werkt als leerkracht LO in Dikkebus en Elverdinge.

## Levensloop
Haar profdebuut maakte ze bij Asterix Kieldrecht in het seizoen 2007-2008. Ze bleef 3 seizoenen bij deze club. Daarna maakte ze de overstap naar het Poolse Pałac Bydgoszcz, waar ze 1 seizoen (2010-2011) speelde. Van 2011 tot 2013 speelde Leys bij Dąbrowa Górnicza, eveneens een Poolse club. Na 2 seizoenen verhuisde ze naar Trefl Sopot, in Gdansk.
Vanaf het seizoen 2015-16 komt ze uit voor het Turkse Galatasaray. In het seizoen 2017-18 speelt ze bij Bursa in Turkije.
Leys was kapitein van de Belgische nationale ploeg. Ze won in 2013 een bronzen medaille op het Europees Kampioenschap.

## Palmares

### Individuele prestaties
- Beste speelster van de CEV Challenge cup: 2013